# Јошинори Муто
Јошинори Муто (јап. 武藤 嘉紀; 15. јул 1992) јапански је фудбалер који игра на позицији нападача. Тренутно наступа за Висел Кобе и репрезентацију Јапана.

## Каријера
Током каријере је играо за Токио, Мајнц и Њукасл јунајтед.

## Репрезентација
За репрезентацију Јапана дебитовао је 2014. године. Наступао је на Светском првенству (2018. године). За тај тим је одиграо 25 утакмица и постигао 2 гола.

## Статистика
| Јапан  | Јапан   | Јапан  |
| Година | Наступи | Голови |
| ------ | ------- | ------ |
| 2014.  | 6       | 1      |
| 2015.  | 12      | 1      |
| 2016.  | 1       | 0      |
| 2017.  | 2       | 0      |
| 2018.  | 4       | 0      |
| Укупно | 25      | 2      |